# باز سربی
باز سربی (نام علمی: Cryptoleucopteryx plumbea) نام یک گونه از تیره بازان است.